# ريفز
ريفز (بالإنجليزية: Rives)‏ هو شاعر أمريكي، ولد في 31 أكتوبر 1968 في لوس أنجلوس في الولايات المتحدة.

## وصلات خارجية
- الموقع الرسمي